# 2891 McGetchin
A 2891 McGetchin (ideiglenes jelöléssel 1980 MD) egy kisbolygó a Naprendszerben. Carolyn Shoemaker fedezte fel 1980. június 18-án.